# صومعه ملروز
صومعه ملروز (انگلیسی: Melrose Abbey) صومعه‌ای از فرقهٔ سیسترسی‌ها در ملروز، راکسبراشر در اسکاتیش بوردرز اسکاتلند است. این صومعه را راهبان سیسترسی در ۱۱۳۶ میلادی به درخواست دیوید یکم اسکاتلند تأسیس کردند و تا زمان اصلاحات پروتستانی اسکاتلند در دههٔ ۱۵۶۰ میلادی مقر اصلی آن فرقه در اسکاتلند بود. امروزه این صومعه بنایی محافظت شده و مدیریت آن با محیط تاریخی اسکاتلند است.
بال شرقی صومعه در ۱۱۴۶ تکمیل شد و بقیهٔ ساختمان‌های آن در ۵۰ سال بعدی توسعه یافت. معماری آن در شیوهٔ معماری گوتیک و به شکل صلیب سنت جان است. بیشتر این صومعه امروزه به شکل ویرانه است. الکساندر دوم (اسکاتلند) و تعدادی دیگر از شاهان و اشراف اسکاتلندی در این صومعه به خاک سپرده شده‌اند.